# ویلرنی (مینه‌سوتا)
ویلرنی، مینه‌سوتا (به انگلیسی: Willernie, Minnesota) یک شهر در ایالات متحده آمریکا است که در شهرستان واشینگتن واقع شده‌است.

## خصوصیات
ویلرنی ۰٫۳۴ کیلومترمربع مساحت و ۵۰۷ نفر جمعیت دارد و ۲۹۴ متر بالاتر از سطح دریا واقع شده‌است.